# Cormoran de Bounty
Leucocarbo ranfurlyi
Espèce
Synonymes
- Phalacrocorax ranfurlyi

Statut de conservation UICN

 VU D1+2 : Vulnérable
Le Cormoran de Bounty (Leucocarbo ranfurlyi) est une espèce d'oiseau de la famille des phalacrocoracidés endémique de Nouvelle-Zélande.

## Distribution et population
La Cormoran de Bounty niche exclusivement sur les Îles Bounty situées à 650 km au sud-est de l'Île Sud de la Nouvelle-Zélande. La population est estimée à un peu plus de 1 000 individus.